# Addison Farmer
Addison Farmer, all'anagrafe Addison Gerald Farmer (Council Bluffs, 21 agosto 1928 – New York, 20 febbraio 1963), è stato un contrabbassista statunitense jazz.
Contrabbassista sobrio e di sostanza fu particolarmente abile nell'utilizzazione dei silenzi, non disdegnava le sequenze in walking bass e i contrappunti specie nei dialoghi con il fratello trombettista.

## Biografia
Fratello gemello del famoso trombettista jazz Art Farmer, Addison dopo gli studi musicali (alla Julliard School e alla Manhattan School of Music) si trasferì (metà anni quaranta) a Los Angeles dove suonò, oltre con il fratello Art, con Jay McShann, Benny Carter, Howard McGhee, Gerald Wilson, Teddy Charles, Lucky Thompson, Charlie Parker, Miles Davis.
Durante gli anni cinquanta, a New York, fece parte di un gruppo capitanato dal fratello e da Gigi Gryce, poi nuovamente con Teddy Charles, Stan Getz e dal 1957 al 1958 con il pianista Mose Allison.
Dal 1959 al 1960 è nel gruppo dei Jazztet di Benny Golson e Art Farmer, dal 1961 (fino alla sua prematura scomparsa) si unì nuovamente a Mose Allison.